# Africa Cup U19 A
La Africa Cup U19 A fue una competición de rugby para selecciones nacionales juveniles organizado por Rugby Afrique.

## Reseña
En el 2007, la entonces Confederación Africana de Rugby creó un torneo internacional que servía tanto como campeonato continental como clasificatorio para el Trofeo Mundial (Mundial B). Se disputó anualmente hasta el 2016, a partir del siguiente año fue sustituido por el Trophée Barthés.
Se llevaron a cabo un total de 10 ediciones que fueron ganadas por Namibia y Zimbabue, a la vez que Kenia alcanzó el 2º puesto.

## Campeonatos
| Edición | Año  | Campeón  | 2º puesto |
| ------- | ---- | -------- | --------- |
| I       | 2007 | Namibia  | Zimbabue  |
| II      | 2008 | Namibia  | Zimbabue  |
| III     | 2009 | Zimbabue | Namibia   |
| IV      | 2010 | Zimbabue | Namibia   |
| V       | 2011 | Zimbabue | Namibia   |
| VI      | 2012 | Namibia  | Zimbabue  |
| VII     | 2013 | Namibia  | Kenia     |
| VIII    | 2014 | Namibia  | Kenia     |
| IX      | 2015 | Namibia  | Zimbabue  |
| X       | 2016 | Namibia  | Zimbabue  |

## Posiciones
- Número de veces que las selecciones ocuparon las dos primeras posiciones en todas las ediciones.

| Equipo   | Campeón | Subcampeón |
| -------- | ------- | ---------- |
| Namibia  | 7       | 3          |
| Zimbabue | 3       | 5          |
| Kenia    |         | 2          |